# Club Náutico de Islas Menores
El Club Náutico de Islas Menores es un club náutico situado en el Mar Menor, en la población de Islas Menores, en el municipio de Cartagena, Región de Murcia (España). 

## Historia
Fue fundado en 1977, inaugurando sus instalaciones el capitán general de la Zona Marítima del Mediterráneo, Francisco Javier de Elizalde y Laínez. El club nace como iniciativa de sus primeros cien socios, quienes lo constituyen con un aportación de cada uno de ellos de 25.000 pesetas. Con este capital se inicia la construcción de las instalaciones portuarias y del edificio principal que ocupa unos 1.200 m² de los 4.000 disponibles.

## Actividad deportiva
Es uno de los clubes que acogieron la primera edición del Trofeo SAR Infanta Cristina, organizando dos, en 1990 y 2002. En 2009 organizó la Copa de España de la clase Snipe, en 2012 el Campeonato de España de la clase 29er, en 2014 el de la clase 420, y en 2018 el Critérium Nacional de la clase Finn.